# Mariánka
Mariánka je rozhledna, která se nachází na západním svahu kóty zvané „U Kříže“, 503 m n. m., geomorfologicky náležející Podorlické pahorkatině, asi 1,5 km jihozápadě od obce Horní Čermná.

## Historie rozhledny
Po neúspěchu prvního projektu Sdružení obcí na 35 m železnou rozhlednu na Mariánské hoře byla vybrána dřevěná věž, vycházející z rozhleden v Toulovcových maštalích. Vybudována byla v rámci projektu Euroregionu Glacencis „Místa plná rozhledů“ a z větší části financována z evropských dotací. Autorem projektu je Ing. Novák z Proseče, stavbu provedla společnost NBS Invest s.r.o., celkové náklady dosáhly 3,5 mil. Kč. Název získala podle nedaleké Mariánské hory, slavnostně byla otevřena 6. září 2014 u příležitosti pochodu „Po evropském rozvodí“ (kostelem na Mariánské hoře prochází rozvodí mezi Černým a Severním mořem).

## Přístup
Autem odbočkou ze silnice Horní Třešňovec – Horní Čermná, nejbližší železniční stanicí je Lanškroun, pěšky po  turistické značce z Dolní Čermné či Nepomuků. 

## Výhled
Kruhový výhled na Orlické hory, vrcholy Jeseníků, rozhledna na Suchém vrchu, vrch Lázek (nejvyšší bod Zábřežské vrchoviny), město Lanškroun a okolí, za dobré viditelnosti i Krkonoše.

## Ocenění
V 7. ročníku soutěže Stavba roku 2015 v Pardubickém kraji získala rozhledna Mariánka 1. místo (přihlášeno bylo celkem 23 staveb v 5 kategoriích).

## Galerie

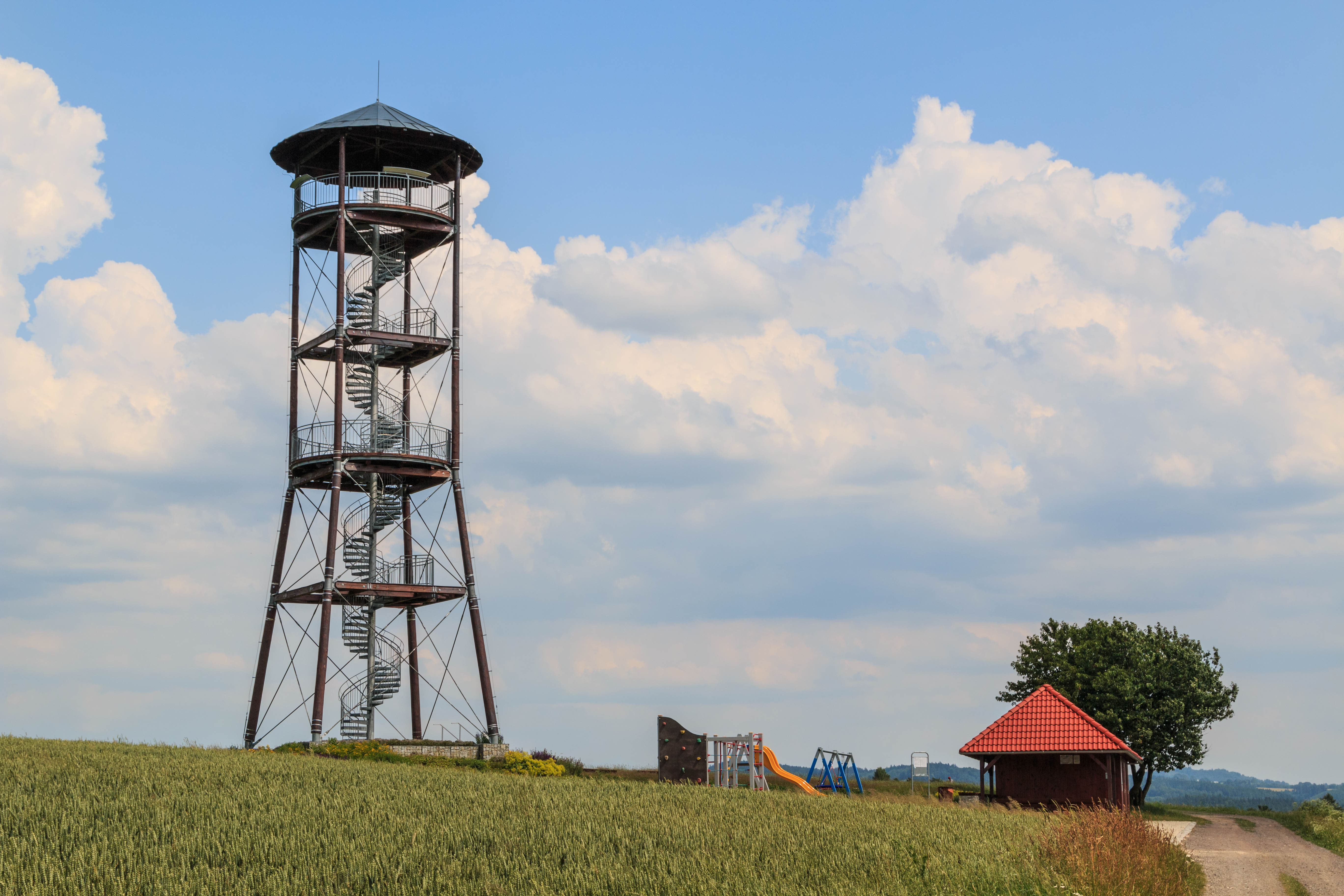
Mariánka – rozhledna
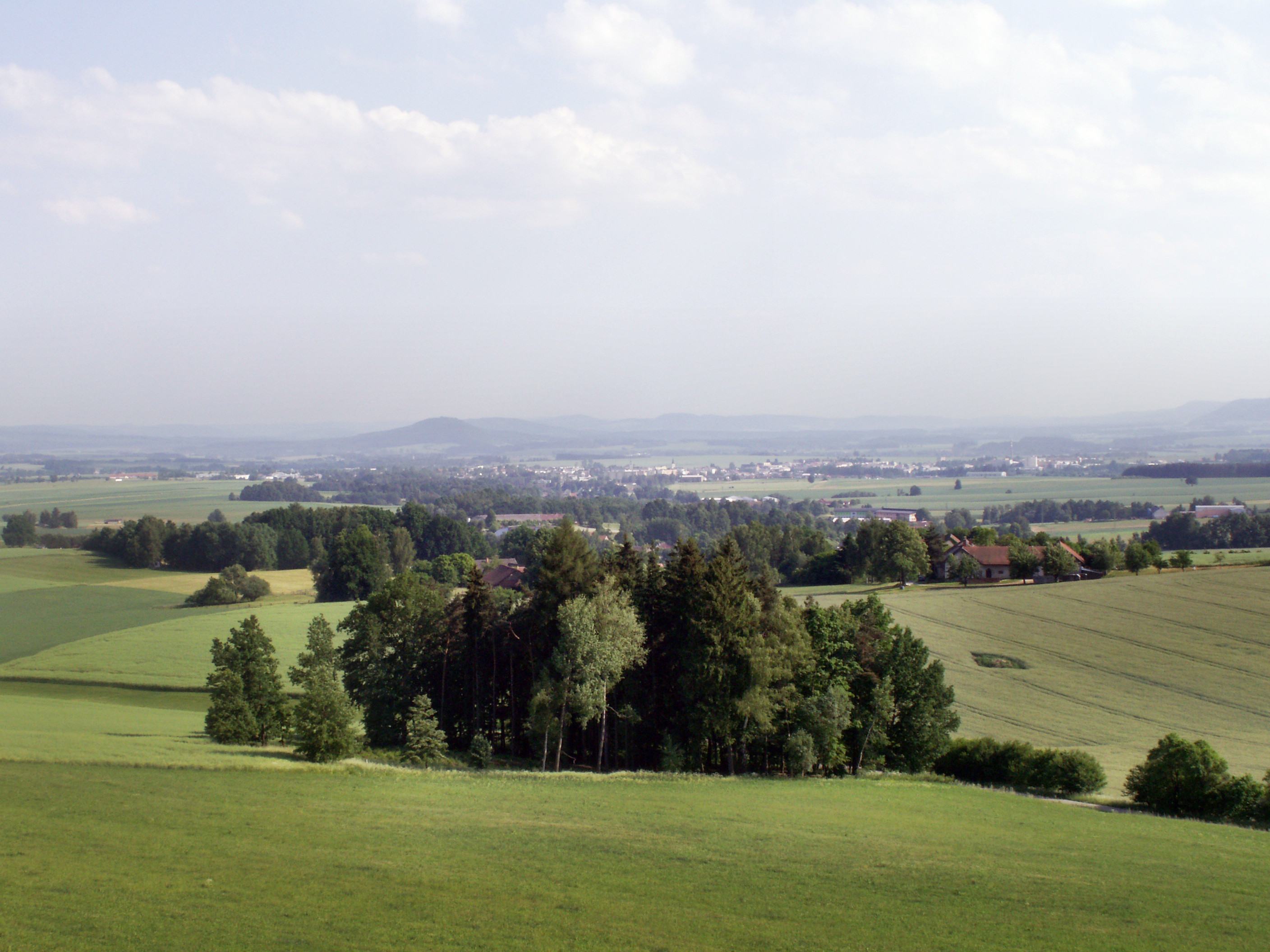
Rozhledna Mariánka – výhled na Lanškroun
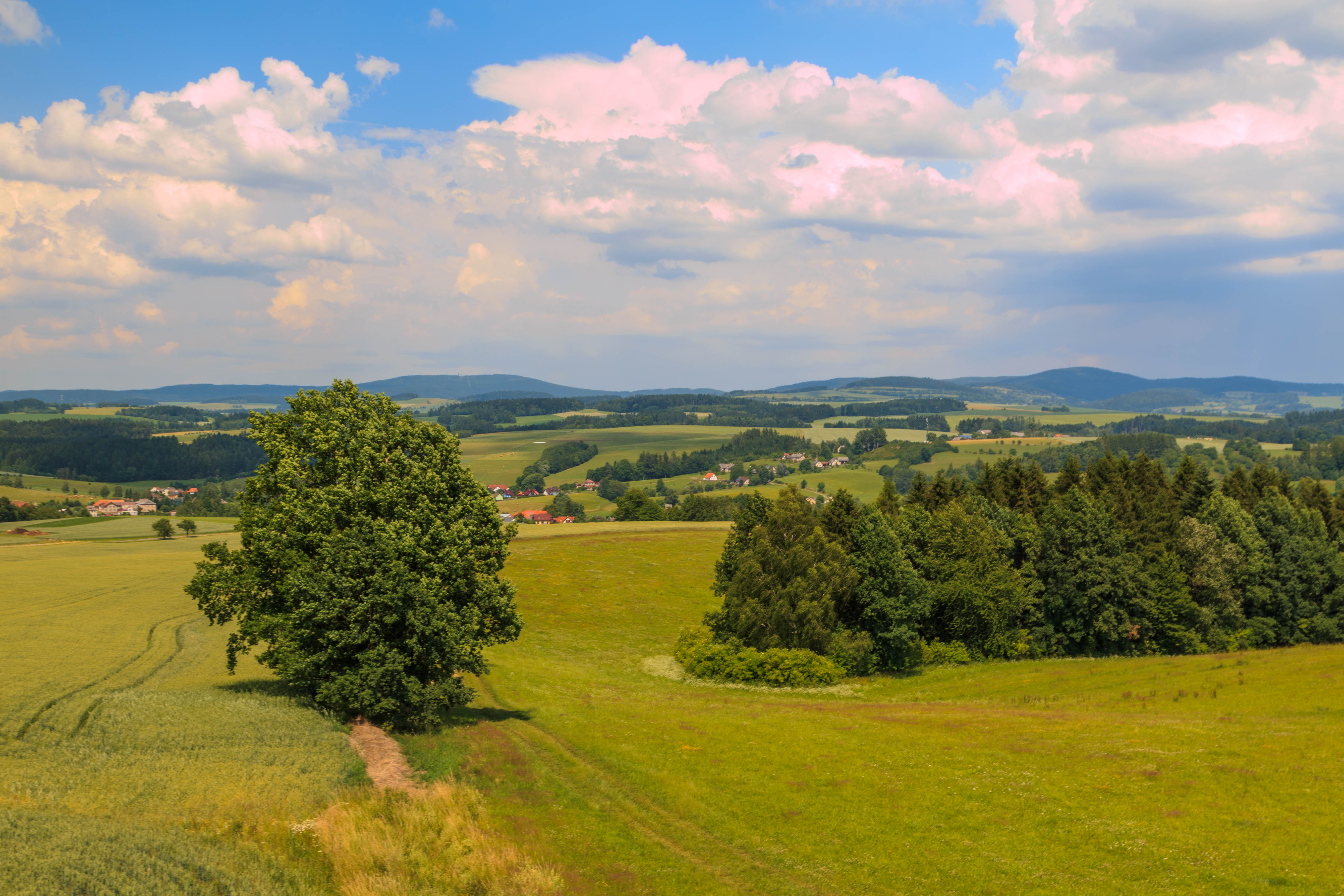
Výhledy z Rozhledny Mariánka
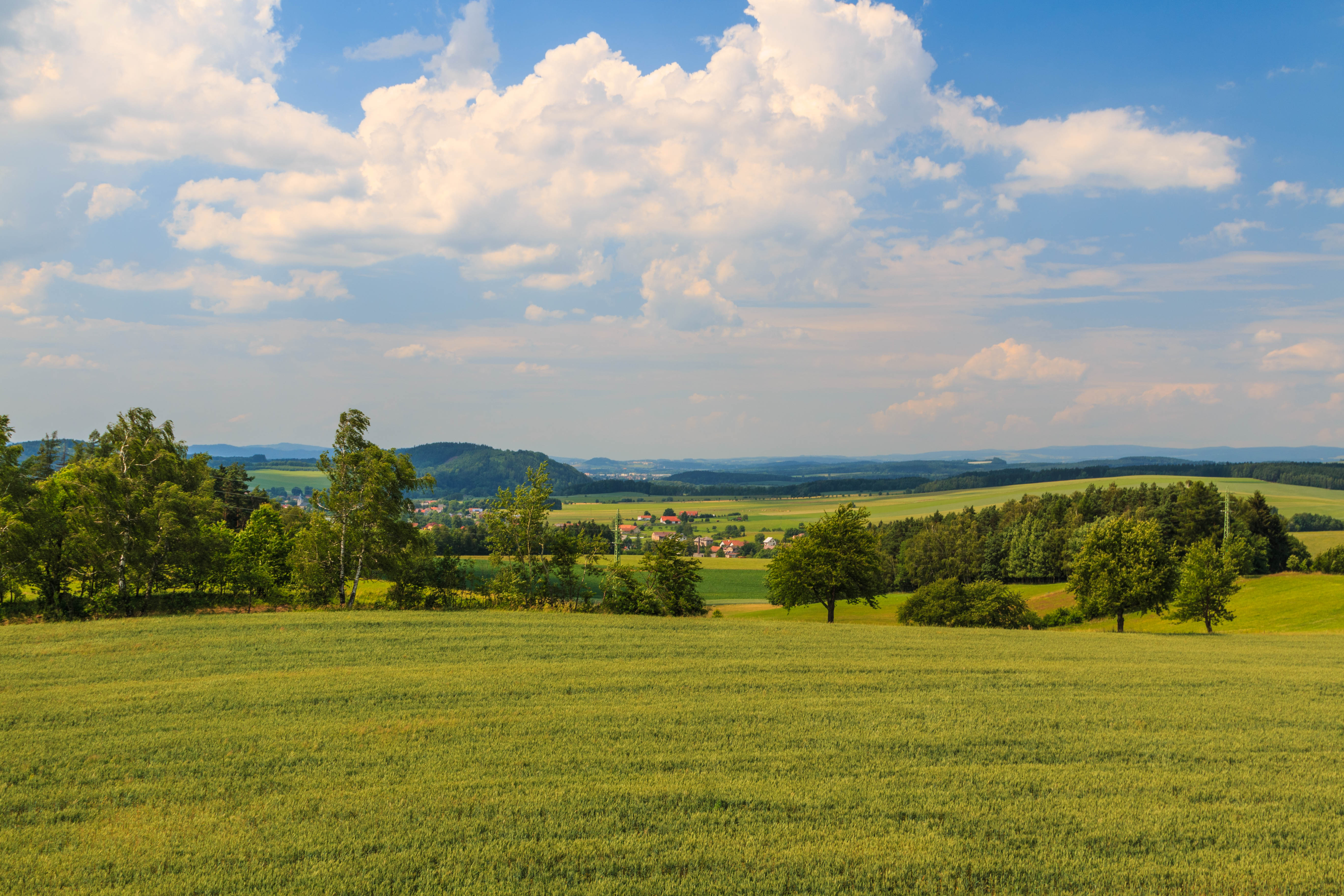
Výhledy z Rozhledny Mariánka